# Ba Vinh
Ba Vinh là một xã thuộc huyện Ba Tơ, tỉnh Quảng Ngãi, Việt Nam. Xã Ba Vinh có diện tích 70,35 km², dân số năm 1999 là 3493 người, mật độ dân số đạt 50 người/km². Xã này có đặc sản là lợn Kiềng Sắt.